# 帳塔柱
在幾何學中，帳塔柱又稱為棱帳塔柱、長帳塔（英語：Elongated cupola），是指一系列的多面體，滿足一個帳塔由底面向下延伸形成柱體並與原來的錐體共同圍出的一個封閉空間，換句話說，即帳塔和柱體的組合。
帳塔柱有二種底面，帳塔柱的命名一般以帳塔為主，例如五角帳塔和十角柱的組合稱為五角帳塔柱而非十角帳塔柱，而十角帳塔柱為十角帳塔與二十角柱的組合，一般來說可以歸納為以邊數少的那個底面命名，如五角帳塔柱有十邊形底面和五邊形底面，因此稱為五角帳塔柱，但有例外，若一帳塔柱是六角錐和三角帳塔的組合不適用於後者的命名方式。
若一帳塔柱的兩個底面皆為正多邊形則稱為正帳塔柱，在正帳塔柱中有三種屬於詹森多面體，分別為正三角帳塔柱、正四角帳塔柱、正五角帳塔柱。

## 正帳塔柱
前幾個正帳塔柱為：
| 圖像 | 名稱             | 組成面                                                     |
| ---- | ---------------- | ---------------------------------------------------------- |
|      | 二角帳塔柱       | 2個正三角形、 6+1個正方形                                  |
|      | 三角帳塔柱 (J18) | 3+1個正三角形、 9個正方形、 1個六邊形                      |
|      | 四角帳塔柱 (J19) | 4個正三角形、 12+1個正方形、 1個八邊形                     |
|      | 五角帳塔柱 (J20) | 5個正三角形、 15個正方形、 1個五邊形、 1個十邊形           |
|      | 六角帳塔柱       | 6個三角形、 6個矩形、 12個正方形、 1個六邊形、 1個十二邊形 |
|      | 七角帳塔柱       | 7個三角形、 7個矩形、 14個正方形、 1個七邊形、 1個十四邊形 |